# Journal of Hearing Science
Journal of Hearing Science – kwartalnik naukowy typu „open access” skierowany do lekarzy otorynolaryngologów, audiologów, terapeutów, a także dla pacjentów z uszkodzeniami narządu słuchu, głosu, mowy i równowagi. Czasopismo poświęcone jest aktualnym zagadnieniom naukowym ze wszystkich obszarów otolaryngologii, audiologii, foniatrii i rynologii.
Redaktorem naczelnym czasopisma „Journal of Hearing Science” od momentu powstania jest prof. Henryk Skarżyński. Funkcję zastępcy redaktora naczelnego pełnią dr hab. W. Wiktor Jędrzejczak, dr Lech Śliwa oraz dr hab. Piotr Henryk Skarżyński.
W skład Międzynarodowej Rady Naukowej wchodzą samodzielni pracownicy naukowi. Artykuły poddawane są recenzjom wiodących autorytetów z danej dziedziny nauki i praktyki. Redakcja czasopisma znajduje się w Kajetanach pod Warszawą.
Czasopismo publikowane jest w języku angielskim w formie papierowej i elektronicznej. Abstrakty artykułów dostępne są w trzech dodatkowych językach: polskim, rosyjskim i hiszpańskim.
Sekcje:
- Audiologia
- Implanty ślimakowe
- Centralne przetwarzanie słuchowe
- Otolaryngologia
- Szumy uszne
- Wiedza ogólna

Działy:
- prace poglądowe
- prace oryginalne
- opisy przypadków

Indeksacja:
- Index Copernicus

Współczynniki cytowań:
- Index Copernicus (2015): 100,11[1]

Na liście czasopism punktowanych przez polskie Ministerstwo Nauki znajduje się w części B z liczbą 10 punktów. Znajduje się również w bazach EBSCO i ICI Journals Master List.